# Eri Natori
Eri Natori (jap. 名取 英理 Natori Eri; * 23. September 1985 in Chino) ist eine ehemalige japanische Eisschnellläuferin.

## Werdegang
Natori trat international bei der Winter-Universiade 2005 in Innsbruck in Erscheinung, wobei sie den 18. Platz über 1500 m errang. Bei der Winter-Universiade 2007 in Turin nahm sie an vier Läufen teil und gewann in der Teamverfolgung die Bronzemedaille. Zwei Jahre später belegte sie bei der Winter-Universiade in Harbin den 15. Platz über 1500 m, den achten Rang über 3000 m und den vierten Platz über 5000 m. In der Saison 2009/10 lief sie ihre einzige Saison im Eisschnelllauf-Weltcup. Ihr bestes Ergebnis dabei war in Heerenveen der 16. Platz über 3000 m. Bei den Olympischen Winterspielen 2010 in Vancouver kam sie auf den 21. Platz über 3000 m und bei den Einzelstreckenasienmeisterschaften 2010 in Obihiro auf den neunten Platz über 1500 m sowie jeweils auf den siebten Rang über 3000 m und 5000 m.

## Erfolge

### Olympische Spiele
- 2010 Vancouver: 21. Platz 3000 m

### Asienmeisterschaften
- 2010 Obihiro: 7. Platz 5000 m, 7. Platz 3000 m, 9. Platz 1500 m

## Persönliche Bestzeiten
| Disziplin | Zeit        | Datum             | Ort            |
| --------- | ----------- | ----------------- | -------------- |
| 500 m     | 41,85 s     | 9. Januar 2010    | Obihiro        |
| 1000 m    | 1:23,45 min | 28. Dezember 2005 | Nagano         |
| 1500 m    | 1:58,50 min | 12. Dezember 2009 | Salt Lake City |
| 3000 m    | 4:05,14 min | 4. Dezember 2009  | Calgary        |
| 5000 m    | 7:14,19 min | 21. November 2009 | Hamar          |